# بارون تاگرو
بارون تاگرو (انگلیسی: Baroan Tagro؛ زادهٔ ۴/۵ اکتبر ۱۹۷۷) بازیکن فوتبال است.
از باشگاه‌هایی که در او آن بازی کرده‌، می‌توان به باشگاه فوتبال بارنت اشاره کرد.